# Noteriades chapini
Noteriades chapini är en biart som först beskrevs av Cockerell 1933.  Noteriades chapini ingår i släktet Noteriades och familjen buksamlarbin. Inga underarter finns listade i Catalogue of Life.